# 영가대

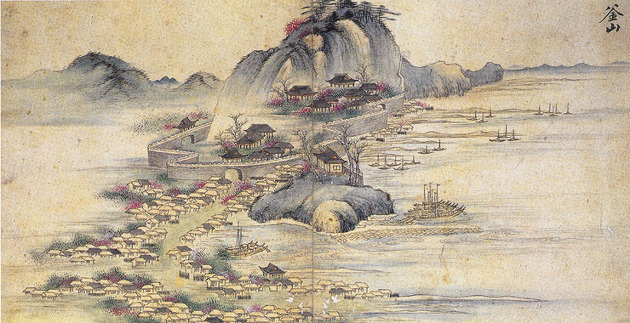
사로승구도에 보이는 영가대

영가대(永嘉臺)는 부산진성 서문 앞 언덕에 있던 군사시설이었다.
1614년 순찰사 권반은 넓은 땅을 굴착하여 전선을 정박할 호수를 만들었다. 높은 곳에서 적의 동태를 살피기 위해 호수 주변에 모래를 쌓고 대를 만들었다. 1624년 관찰사 이민구가 권반의 고향 안동의 옛이름을 따서 '영가'라고 이름을 붙였다.
1617년 2차 조선통신사(정사 오윤겸)를 시작으로 영가대에서 무사항해를 비는 해신제를 지냈다.

## 역사
1614년 광해군때 경상도 순찰사 권반이 부산진성 근처 넓은 땅을 굴착하여 호수를 만들고 흙을 쌓아 둑을 만들어 전선을 정박할 호수를 만들었다. 호수 주변에 모래를 쌓아 그 위에 대를 만들었다. 영가대의 처음 용도는 높은 곳에서 멀리보이는 적을 살피는 군사적 목적이었다.
1617년 2차 조선통신사 행렬(종사 오윤겸)부터 영가대에서 항해의 안전을 비는 해신제를 지냈다.
1624년(인조 2) 경상도 관찰사 이민구(李敏求)가 권반의 고향 안동의 옛 이름인 영가(永嘉)를 따서 영가대라고 이름지었다.
1905년 영가대 옆으로 경부선 기차선로가 만들어진다.
일제강점기 일본상인 오이카와(及川民次郞)의 별장인 능풍장으로 옮겨진 후 사라졌다.
2000년 부산광역시의 역사유적지 표석 설치계획에 따라 동구 좌천동 지하철역 부근의 도로공원에 “부산포왜관·영가대터” 표석을 세웠다.
2003년 9월 25일 동구청에서 부산진성 동문 부근에 누각을 짓고 영가대라고 이름을 붙였다.

## 복원 오류
영가대는 군사시설로 대(臺)의 형태를 지닌 건축물이며 성남초등학교 서편 경부선 철로 부근에 있었다. 2003년 부산광역시 동구에서 복원한 건축물은 루(樓)의 형태를 지닌 건축물로 영가대의 본래 모습과 다른 형태이다.

## 영가대 옛터(본터)
영가대 옛터에는 영가대 미니어처 조형물이 복원되어 있다.

## 영가대기
영가대 조성에 참여하고 이름을 붙인 이민구의 문집 동주집 '영가대기'에 영가대를 조성한 과정이 기록되어 있다.

### 영가대기 갑자(1624, 인조2)〔永嘉臺記 甲子〕
부산에서 일본까지의 거리는 바다를 사이에 두고 서로 바라볼 수 있는 정도여서 돛배 한 척으로도 갈 수 있다. 그러므로 배와 전투 장비를 성대하게 갖추고 밤낮으로 바람과 물결을 살피는 한편 화호(和好)의 뜻을 보이면서도 전쟁을 잊지 않았다. 바다는 언제나 큰 바람이 부는 경우가 많아, 소신(小汛)을 전후하여 한두 차례 부는데, 바람이 불면 반드시 전함(戰艦)을 흔들어 부딪치고 부서지니, 다시 수리하는 비용이 대단히 많이 소비된다.
만력(萬曆) 계축년(1613, 광해군5)에 순찰사(巡察使) 권반(權盼) 공이 처음으로 지리(地利)를 헤아려서, 넓은 땅을 굴착하여 호수를 만들고 흙을 쌓아 둑을 만들었으며, 옆에 수문을 설치하니 배들이 이곳으로 출입하여 세 척이 한 번에 통과할 수 있었다. 호수의 세로 길이는 큰 전함을 댈 만하고 가로 길이는 전선 30척을 연이어 정박할 수 있었다. 공사를 시작할 때, 백성들이 떼를 지어 일어나 시끄럽게 떠들면서 선방궁(宣防宮)의 고사를 인용하여 비난하였는데, 공의 탁월한 견해로 만세의 이로움을 계획해냈으니, 평범하지 않은 일을 어찌 백성들이 쉽게 알겠는가.
공사가 끝나자 천리(天理)에 부합하고 신이 도와주어 큰 제방이 우뚝하고 넓은 못이 맑고 푸르렀다. 파도가 밖에서 몰아쳐도 안쪽에는 잔물결조차 일지 않으니, 교인(鮫人)이 비단 짜는 방을 옮기고 악어가 그 안에 보금자리를 만들 것 같았다.해약(海若)과 풍이(馮夷)가 온화하게 왕래하니, 황룡(黃龍), 적작(赤雀), 치마(馳馬), 복귀(伏龜), 몽동(艨艟), 여황(艅艎) 등이 즐비하게 늘어서 꼬리에 꼬리를 물었다.
그해 8월에 태풍이 대단히 심하게 불어서, 어패류가 육지까지 떠밀려 왔는데도, 배들이 안전하여 기울거나 흔들리지 않았다. 그러자 지난날 비방하던 자들이 또 모여 다음과 같이 노래하였다.

중추 팔월에 / 仲秋八月
하늘이 큰 파도 일으켰는데 / 天作洪濤
우리의 커다란 배가 / 我有巨艑
가만히 떠있었네 / 載靜載浮
진동하여 놀라지 않았으니 / 不震以驚
배가 아니라 집과 같았지 / 匪舟伊屋
너희들 내말 믿지 못하겠거든 / 爾不我信
일어나 새로 판 호수 보게나 / 起視新鑿
넘실대는 바닷물에 / 渾渾海流
언덕을 만들었고 / 可以成丘
널따란 뭍에 / 衍衍之陸
배가 다니게 되었네 / 可以行舟
아 우리 공에게 / 咨惟我公
실로 하늘이 공적을 주셨고 / 實天與功
실로 하늘이 공적을 주셨으니 / 實天與功
우리 공의 힘만으로 된 일이 아니네 / 匪由我公

당시 전삼달(全三達)이 시종 그 일을 맡았고, 엄황(嚴愰)이 함안 군수(咸安郡守)로 있으면서 또한 그 일을 도왔다. 3년이 지난 을묘년(1615, 광해군7)에 공이 조정의 명령으로 해방(海防)을 순검(巡檢)할 때, 내가 막좌(幕佐)로 수행하였는데, 그때 항구를 더 손질하였으니 대개 지금까지 십 년이 지났다. 항구의 서쪽은 곧바로 해문(海門)과 마주하기 때문에 파도가 치고 모래가 밀려들어 뱃길이 험난했고, 토석(土石)이 무너져 내려 둑이 날마다 범람하니, 남공(南公)이 탄식하며 공사를 이어나가지 못하는 것을 마음 아파하였다.
갑자년(1624, 인조2) 봄에 내가 경상도 관찰사가 되어 부산에 머물렀는데, 전삼달은 첨절제사(僉節制使)가 되고 엄황은 좌도 수군절도사(水軍節度使)가 되었으니, 지난날 공과 함께 이 일을 경영했던 사람들이 모두 모인 셈이라 의견이 일치하여 공사를 진행하게 되었다. 제진(諸鎭)의 군사들을 대거 동원하여 배를 침몰시켜 기초를 다지고, 큰 돌로 제방을 만들어 큰 파도를 없애고 쌓인 모래를 제거하니, 은연중에 장성(長城)이 빙 둘러 아래로 교룡을 차단해 주고 죽 늘어선 배들은 성가퀴처럼 줄지어 있었다. 그렇지만 진실로 내가 손을 쓰고 힘을 모았다고 하는 것이 아니라, 실로 공의 위대한 업적을 마무리한 것이니, 거의 하늘과 땅 같은 차이가 있다.
전에 공이 호수 주위에 모래를 쌓고 그 위에 대를 만들었다. 비록 높은 곳에 올라 멀리까지 보아서 적의 동태를 살피는 것이 주요 목적이었지만, 올라가 탁 트인 전경을 바라보면 눈에 들어오는 빼어난 경치가 바닷가에서 가장 뛰어나다. 대에는 예전에 이름이 없었는데, 내가 비로소 영가(永嘉 안동(安東)의 옛 이름)라고 명명하였다. 대개 공의 본관이 영가이니, 또한 강좌(江左)에 사공돈(謝公墩)이 있는 것과 같다.